# Bloober Team
Bloober Team S.A. es una empresa polaca de desarrollo de videojuegos fundada en noviembre de 2008 por Piotr Babieno y Piotr Bielatowicz. Es conocida por haber editado y desarrollado algunos títulos como Layers of Fear, Observer, Blair Witch y el remake de Silent Hill 2. En enero de 2018, Bloober Team recibió el premio Paszport Polityki en la categoría "Cultura digital".

## Historia de la compañía
Bloober Team fue fundado por los desarrolladores Piotr Babieno y Piotr Bielatowicz. En un principio, la compañía era parte de Nibris, un estudio creado en 2006, pero la idea de crear una empresa independiente se gestó tras conseguir la financiación de inversores. El estudio se inauguró formalmente el 6 de noviembre de 2008 con sus oficinas en Cracovia, con Babieno como director ejecutivo de la misma. En octubre de 2010, tras la decisión de Nibris de salir del negocio de desarrollo de juegos y la cancelación de su único videojuego, Sadness, muchos de los desarrolladores de la compañía se unieron a Bloober Team.
Uno de los puntos de inflexión en la historia de Bloober Team fue el desarrollo de Basement Crawl, videojuego de 2014 que debutó junto con PlayStation 4. Después de la mala recepción, el estudio reelaboró el juego reutilizando el concepto central del juego mientras presentaba nuevos gráficos, mecánicas de juego, historia y modos de juego. El producto resultante, Brawl, fue lanzado en febrero de 2015 con críticas favorables, estando disponible de forma gratuita para los propietarios del anterior. En 2016 desarrolló el videojuego de terror Layers of Fear.
El desarrollador recibió el premio Paszport Polityki en la categoría "Cultura digital" el 10 de enero de 2018. El 8 de marzo de 2018 se anunció un nuevo proyecto, cuyo nombre en código era Proyecto Méliès. En octubre de ese año se confirmó que se trataba de Layers of Fear 2, que Gun Media lanzó en 2019. Ese mismo año se dio a conocer Blair Witch.
Bloober Team y Konami anunciaron una asociación estratégica en junio de 2021 para compartir conjuntamente tecnología y desarrollo de juegos para títulos de videojuegos.

## Juegos desarrollados
| Año  | Título                              | Plataforma(s)                                                             | Género(s)                        |
| ---- | ----------------------------------- | ------------------------------------------------------------------------- | -------------------------------- |
| 2010 | History Egypt Engineering an Empire | iOS, Microsoft Windows, Nintendo DS, PlayStation Portable, Wii            | Estrategia                       |
| 2010 | Hospital Havoc                      | Nintendo DS                                                               | Simulación                       |
| 2010 | Music Master: Chopin                | iOS, macOS, Microsoft Windows                                             | Música                           |
| 2011 | Double Bloob                        | Nintendo DSi                                                              | Acción                           |
| 2011 | Paper Wars: Cannon Fodder           | Nintendo DS, PlayStation Portable, Wii, Xbox 360                          | Estrategia                       |
| 2012 | A-Men                               | Microsoft Windows, PlayStation 3, PlayStation Vita                        | Puzzle                           |
| 2013 | Deathmatch Village                  | PlayStation 3, PlayStation Vita                                           | Multijugador de arena de batalla |
| 2013 | A-Men 2                             | Microsoft Windows, PlayStation 3, PlayStation Vita                        | Puzzle                           |
| 2014 | Basement Crawl                      | PlayStation 4                                                             | Acción                           |
| 2015 | Brawl                               | Android, Linux, macOS, Microsoft Windows, Nintendo Switch, PlayStation 4  | Acción                           |
| 2016 | Layers of Fear                      | Linux, macOS, Microsoft Windows, Nintendo Switch, PlayStation 4, Xbox One | Terror psicológico               |
| 2017 | Observer                            | Linux, macOS, Microsoft Windows, Nintendo Switch, PlayStation 4, Xbox One | Terror psicológico               |
| 2019 | Layers of Fear 2                    | Microsoft Windows, PlayStation 4, Xbox One                                | Terror psicológico               |
| 2019 | Blair Witch                         | Microsoft Windows, Xbox One, Playstation 4, Nintendo Switch               | Terror psicológico               |
| 2021 | The Medium                          | Microsoft Windows, Xbox Series X/S, Playstation 5                         | Terror psicológico               |
| 2024 | Silent Hill 2                       | Microsoft Windows, PlayStation 5                                          | Terror psicológico               |
| ¿?   | Silent Hill 1                       | Microsoft Windows, PlayStation 5                                          |                                  |